# لويس روبسون
لويس روبسون (بالبرتغالية: Luis Robson Pereira da Silva‏) (21 سبتمبر 1974 في فولتا ريدوندا في البرازيل – )؛ هو لاعب كرة قدم سابق كان يلعب كمهاجم.

## وصلات خارجية
- لويس روبسون على موقع رابطة كرة القدم اليابانية للمحترفين (اليابانية)
- لويس روبسون على موقع قاعدة بيانات كرة القدم.إي يو (الإنجليزية)
- لويس روبسون على موقع ليكيب (الفرنسية)
- لويس روبسون على موقع Soccerway.com (الإنجليزية)
- لويس روبسون على موقع عالم كرة القدم.نت (الإنجليزية)